# Burghezii din Calais

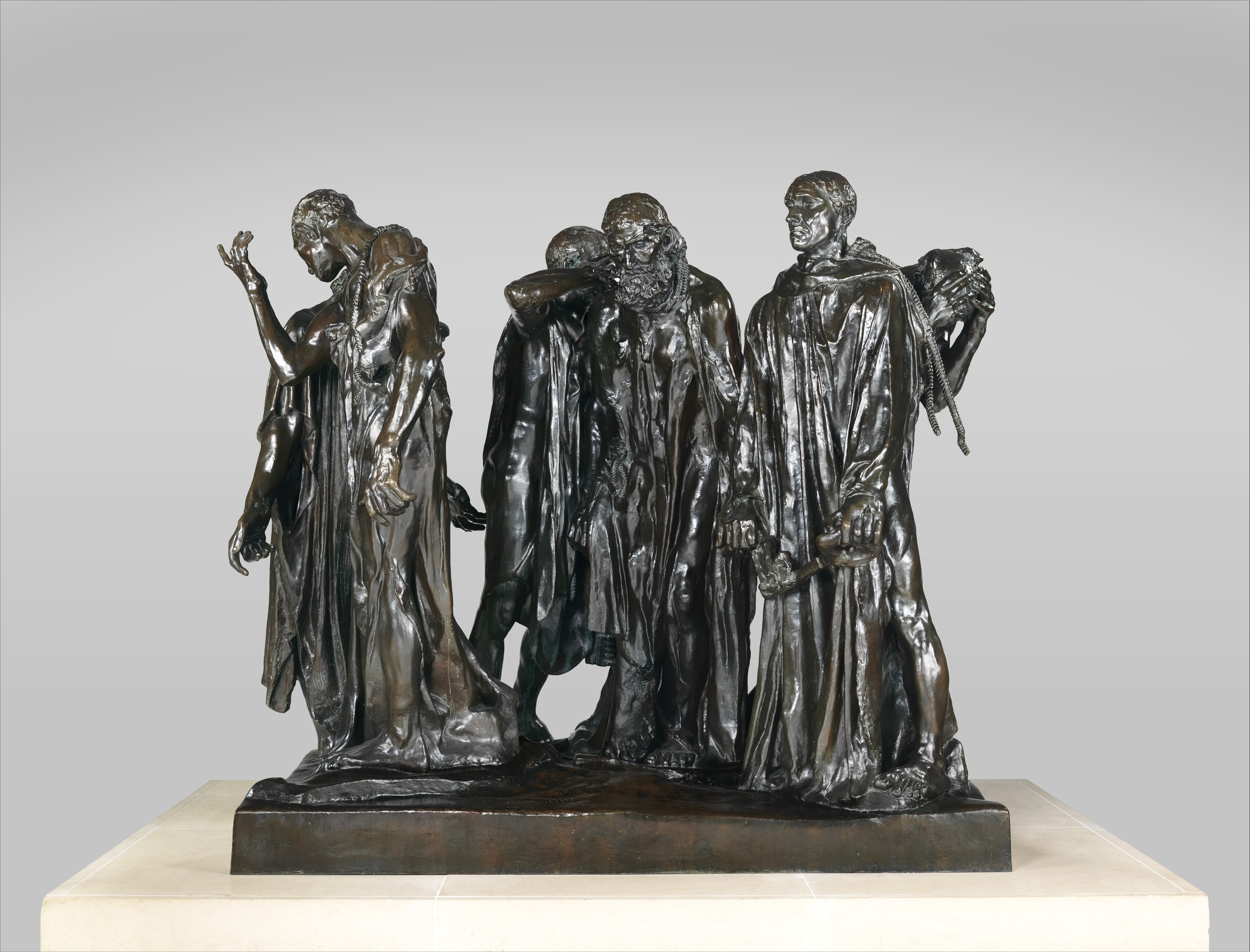
Burghezii din Calais la Metropolitan Museum of Art, New York

Burghezii din Calais (în franceză Les Bourgeois de Calais) este o sculptură a lui Auguste Rodin, formată din douăsprezece matrițe originale și numeroase copii. Grupul statuar comemorează un eveniment din timpul Războiului de o sută de ani, când Calais, port francez de pe Canalul Mânecii, s-a predat englezilor după un asediu ce a durat unsprezece luni. Orașul i-a comandat lui Rodin să creeze sculptura în 1884, iar lucrarea a fost finalizată în 1889.

## Istorie
În 1346, Edward al III-lea al Angliei, după o victorie în bătălia de la Crécy, a asediat Calaisul, în timp ce Filip al VI-lea al Franței a ordonat orașului să reziste cu orice preț. Filip însă nu a reușit să ridice asediul și în cele din urmă orașul a fost forțat să pledeze pentru capitulare, din cauza foamei.
Cronicarul Jean Froissart (n. 1337 – cca. 1405) povestește despre ce s-ar fi întâmplat în continuare: Edward s-a oferit să-i cruțe pe oamenii orașului dacă șase dintre conducătorii lui s-ar preda lui, probabil pentru a fi executați. Edward le-a cerut să iasă purtând lațuri la gât și purtând cheile orașului și castelului. Unul dintre cei mai bogați lideri ai orașului, Eustache de Saint Pierre, s-a oferit primul și alți cinci burghezi i s-au alăturat. Saint Pierre a condus acest trimis de voluntari la porțile orașului. Rodin a surprins în sculptura sa acest moment și amestec emoționant de înfrângere, sacrificiu de sine eroic și dorință de a înfrunta moartea iminentă.
Potrivit poveștii lui Froissart, burghezii se așteptau să fie executați, dar viețile lor au fost cruțate de intervenția reginei Angliei, Filipa de Hainault, care și-a convins soțul să fie milos, pretinzând că moartea lor ar fi un semn rău pentru copilul ei nenăscut.

## Compoziție

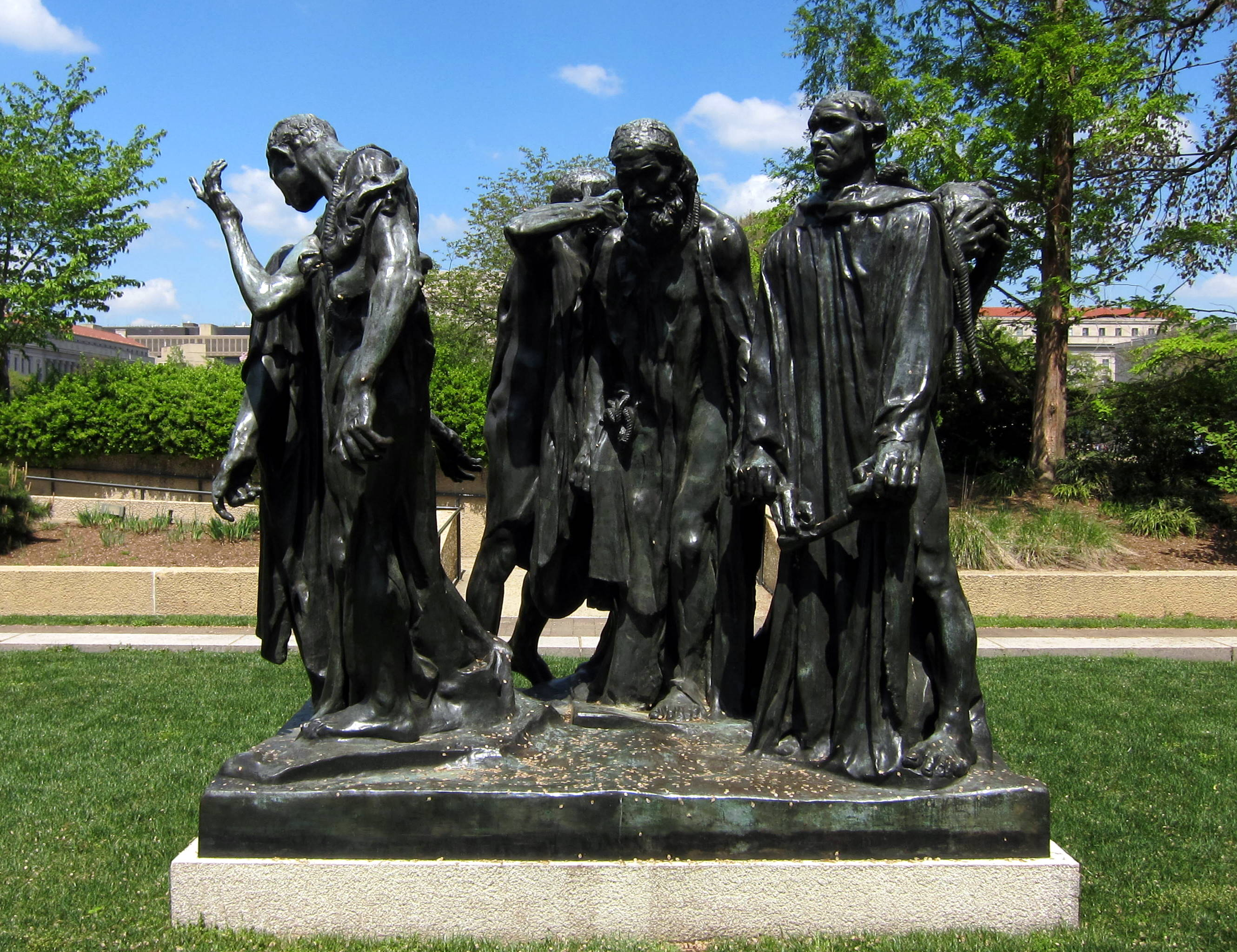
Matriță în Grădina de Sculpturi Hirshhorn, Washington, DC

Orașul Calais a încercat să ridice o statuie a lui Eustache de Saint Pierre, cel mai bătrân dintre burghezi, încă din 1845. Doi artiști anteriori au fost împiedicați să creeze sculptura: David d'Angers de moartea sa și Auguste Clésinger de războiul franco-prusac. În 1884, orașul a invitat mai mulți artiști, printre care și pe Rodin, să depună propuneri pentru proiect.
Design-ul lui Rodin, care a inclus toate cele șase figuri și nu doar pe cea a lui de Saint Pierre, a fost unul controversat. Publicul a simțit că îi lipsesc „referințe antice în mod evident eroice”, care erau considerate parte integrantă a sculpturii publice. Nu era un aranjament piramidal și nu conținea figuri alegorice. A fost destinat să fie amplasat la nivelul solului, mai degrabă decât pe un piedestal. Burghezii nu au fost prezentați într-o imagine pozitivă a gloriei; în schimb, afișează „durere, angoasă și fatalism”. Pentru Rodin, aceasta era totuși eroică, eroismul sacrificiului de sine.
În 1895, monumentul a fost instalat la Calais pe un mare piedestal în fața Parcului Richelieu, un parc public, contrar dorințelor sculptorului, care dorea ca orășenii contemporani „aproape să se ciocnească” de figuri și să se simtă solidari cu ele. Abia mai târziu s-a realizat viziunea lui, când sculptura a fost mutată în fața primăriei din Calais, recent finalizată, unde acum stă pe o bază mult mai joasă.

## Persoanele reprezentate
Cei șase burghezi reprezentați sunt:
- Eustache de Saint Pierre
- Jacques de Wissant
- Pierre de Wissant
- Jean de Fiennes
- Andrieu d'Andres
- Jean d'Aire

## Matrițe

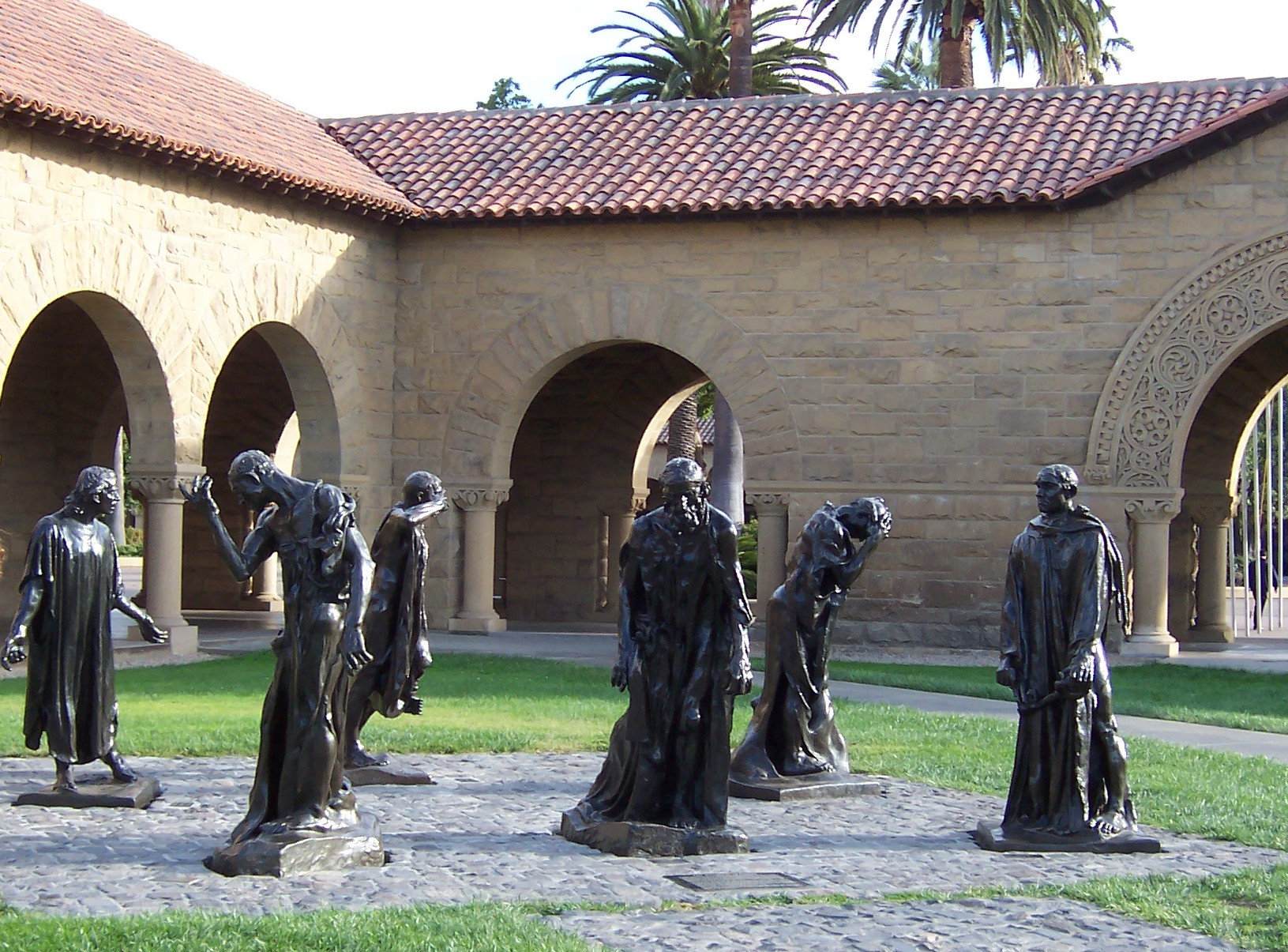
Memorial Court, Universitatea Stanford

Conform legii franceze, nu pot fi realizate mai mult de douăsprezece modele originale de lucrări ale lui Rodin.
Matrița din 1895 a grupului de șase figuri încă se află în Calais. Alte matrițe originale sunt la:
- Glyptoteket din Copenhaga, turnată în 1903;
- Musée royal de Mariemont din Morlanwelz, Belgia, turnată în 1905;
- Victoria Tower Gardens adiacent Caselor Parlamentului din Londra; turnată în 1908, instalată în 1914 și dezvelită la 19 iulie 1915;[12]
- Muzeul Rodin din Philadelphia, turnată în 1925 și instalată în 1929;
- grădinile Muzeului Rodin din Paris, turnată în 1926 și dată muzeului în 1955;
- Kunstmuseum din Basel, turnată în 1943 și instalată în 1948;
- Muzeul și Grădina de Sculptură Smithsonian Hirshhorn din Washington, DC, turnată în 1943 și instalată în 1966;
- Muzeul Național de Artă din Vest din Tokyo, turnată în 1953 și instalată în 1959;[2]
- Muzeul Norton Simon din Pasadena, California, turnată în 1968;
- Muzeul Metropolitan de Artă din New York City, turnată în 1985 și instalată în 1989;[13] și
- Plateau (numit anterior Galeria Rodin și închis din 2016)[14][15] în Seul.[16] Aceasta este cea de-a douăsprezecea și ultima matriță originală și a fost turnată în 1995.

## Galerie
|                                                      |
| Matrița din Londra, cu Palatul Westminster în fundal |

|                                                       |
| Matriță în National Gallery of Australia⁠(d), Canberra |

|                               |
| Matriță în Kunstmuseum, Basel |

|                                       |
| Matriță în Rodin Museum, Philadelphia |

|                                       |
| Matrițe în grădina Musée Rodin, Paris |

|                                                                                    |
| Placă care acompaniază memorialul Burghezilor în Victoria Tower Gardens⁠(d), London |